# يوم ظهر الدهناء
يوم ظهر الدهناء وهو يوم بين طيء وأسد بن خزيمة وسبب ذلك أن أوس بن حارثة بن لأم الطائي كان سيدا مطاعا في قومه وجوادا ومقداما، فوفد هو وحاتم الطائي على عمرو بن هند، فدعا عمرو أوسا فقال له : أنت أفضل أم حاتم ؟ فقال : أبيت اللعن ! إن حاتما أوحدها وأنا أحدها، ولو ملكني حاتم وولدي ولحمتي لوهبنا في غداة واحدة. ثم دعا عمرو حاتما فقال له : أنت أفضل أم أوس؟ فقال : أبيت اللعن ! إنما ذكرت أوسا ولأحد ولدها أفضل مني. فاستحسن ذلك منهما وحباهما وأكرمهما.

## سبب المعركة
ثم إن وفود العرب من كل حي اجتمعت عند النعمان بن المنذر وفيهم أوس، فدعا بحلة من حلل الملوك وقال للوفود : احضروا في غد فإني ملبس هذه الحلة أكرمكم. فلما كان الغد حضر القوم جميعا إلا أوسا، فقيل له : لم تتخلف ؟ فقال : إن كان المراد غيري فأجمل الأشياء بي ألا أكون حاضرا، وإن كنت المراد فسأطلب. فلما جلس النعمان ولم ير أوسا قال : اذهبوا إلى أوس فقولوا له : احضر آمنا مما خفت. فحضر فألبس الحلة ، فحسده قوم من أهله، فقالوا للحطيئة : اهجه ولك ثلاثمائة ناقة. فقال : كيف أهجو رجلا لا أرى في بيتي أثاثا ولا مالا إلا منه ! ثم قال :
كيف الهجاء وما تنفك صالحة من أهل لأم بظهر الغيب تأتيني
فقال لهم بشر بن أبي خازم : أنا أهجوه لكم، فأعطوه النوق، وهجاه فأفحش في هجائه وذكر أمه سعدى. فلما عرف أوس ذلك أغار على النوق فاكتسحها، وطلبه فهرب منه والتجأ إلى بني أسد عشيرته، فمنعوه منه ورأوا تسليمه إليه عارا.

## يوم المعركة
فجمع أوس جديلة طيء وسار بهم إلى أسد، فالتقوا بظهر الدهناء تلقاء تيماء فاقتتلوا قتالا شديدا فانهزمت بنو أسد وقتلوا قتلا ذريعا، وهرب بشر فجعل لا يأتي حيا يطلب جوارهم إلا امتنع من إجارته على أوس. ثم نزل على جندب بن حصن الكلابي بأعلى الصمان، فأرسل إليه أوس يطلب منه بشرا، فأرسله إليه. فلما قدم به على أوس أشار عليه قومه بقتله، فدخل على أمه سعدى فاستشارها، فأشارت أن يرد عليه ماله ويعفو عنه ويحبوه فإنه لا يغسل هجاءه إلا مدحه. فقبل ما أشارت به وخرج إليه وقال : يا بشر  ما ترى أني صانع بك ؟ فقال :
إني لأرجو منك يا  أوس  نعمة   وإني لأخرى منك يا  أوس راهب
وإني لأمحو بالذي أنت صادق  ً  به كل ما قد قلت إذ أنا كاذب
```
فهل ينفعني اليوم عندك أنني    سأشكر إن أنعمت والشكر واجب
```

فدى  لابن سعدى  اليوم كل عشيرتي     بني أسد  أقصاهم والأقارب
تداركني  أوس بن سعدى  بنعمة     وقد أمكنته من يدي العواقب
فمن عليه  أوس  وحمله على فرس جواد ، ورد عليه ما كان أخذ منه ، وأعطاه من ماله مائة من الإبل ، فقال  بشر : لا جرم لا مدحت أحدا، حتى أموت غيرك، ومدحه بقصيدته المشهورة التي أولها :
أتعرف من هنيدة رسم دار     بحرجي ذروة فإلى لواها
ومنها منزل ببراق خبت     عفت حقبا وغيرها بلاها
وهي طويلة .